# Pierre Valde
Pierre Valde (25 de noviembre de 1907 – 26 de febrero de 1977) fue un actor y director teatral de nacionalidad francesa.

## Biografía
Su verdadero nombre era Pierre Duchemin, y nació en Brioude, Francia. Fue director de escena del Théâtre de l'Atelier dirigido por Charles Dullin desde 1933 a 1937, fundando posteriormente una compañía propia, el Théâtre du Temps, que recibió el primer premio de las Jeunes Compagnies por el montaje de la obra Œdipe, de Georges Sonnier.
Pierre Valde falleció en París, Francia, en 1977.

## Filmografía
- 1969 : Les Enquêtes du commissaire Maigret, de René Lucot, episodio La maison du juge
- 1976 : Les Mystères de Loudun, de Gérard Vergez
- 1977 : Histoire de la grandeur et de la décadence de César Birotteau
- 1977 : La Question, de Laurent Heynemann
- 1977 : Bergeval père et fils
- 1977 : Dos inquilinos, de Bertrand Tavernier
- 1977 : Les Enquêtes du commissaire Maigret, episodio L'Amie de Mme Maigret, de Marcel Cravenne

## Teatro

### Actor
- 1943 : El enfermo imaginario, de Molière, escenografía de Pierre Valde, Théâtre du Temps
- 1947 : Les Amants de Noël, de Pierre Barillet, escenografía de Pierre Valde, Théâtre de Poche Montparnasse
- 1948 : La dama del alba, de Alejandro Casona, escenografía de Pierre Valde, Théâtre de la Gaîté-Montparnasse
- 1950 : El Cid, de Pierre Corneille, escenografía de Jean Vilar, Festival de Aviñón
- 1952 : Jésus la Caille, de Francis Carco, escenografía de Pierre Valde, Teatro des Célestins, Teatro Gramont, Teatro Antoine
- 1958 : L'Anniversaire, de John Whiting, escenografía de Pierre Valde, Théâtre du Vieux-Colombier
- 1959 : La Cathédrale, de René Aubert, escenografía de Pierre Valde, Teatro Hébertot
- 1959 : Les Petits Bourgeois, de Máximo Gorki, escenografía de Gregori Chmara, Teatro de l'Œuvre
- 1966 : Un enemigo del pueblo, de Henrik Ibsen, escenografía de Pierre Valde, Teatro de Colombes
- 1967 : Vassa Geleznova, de Máximo Gorki, escenografía de Pierre Valde, Teatro de Colombes
- 1967 : L'Unique Jour de l'année, de Alan Seymour, escenografía de Pierre Valde, Teatro de Colombes
- 1967 : El Cid, de Pierre Corneille, escenografía de Pierre Valde, Teatro de Colombes
- 1968 : El enfermo imaginario, de Molière, escenografía de Pierre Valde, Teatro de Colombes
- 1968 : L'étoile devient rouge, de Sean O'Casey, escenografía de Pierre Valde, Teatro de Colombes
- 1969 : Une demande en mariage, de Antón Chéjov, escenografía de Christian Dente, Teatro de Colombes
- 1969 : La paz, de Pierre Valde y Yves Carlevaris a partir de Aristófanes, escenografía de Pierre Valde, Teatro de Colombes
- 1969 : Le Barbier de Séville, de Pierre-Augustin Caron de Beaumarchais, escenografía de Pierre Valde, Teatro de Colombes
- 1969 : El médico a palos, de Molière, escenografía de Pierre Valde, Teatro de Colombes

### Director
- 1943 : El enfermo imaginario, de Molière
- 1944 : Hyménée, de Nikolái Gógol, Théâtre du Vieux Colombier
- 1946 : Œdipe, de Georges Sonnier
- 1946 : La Pomme rouge, de René Aubert, Teatro de Poche Montparnasse
- 1947 : Les Amants de Noël, de Pierre Barillet, Teatro de Poche Montparnasse
- 1947 : Les Enfants du Bon Dieu, de Jean-Marie Dunoyer, Teatro de Poche Montparnasse
- 1947 : Le Testament du Père Leleu, de Roger Martin du Gard, Teatro de Poche Montparnasse
- 1948 : La dama del alba, de Alejandro Casona, Teatro de la Gaîté-Montparnasse
- 1948 : Las manos sucias, de Jean-Paul Sartre, Teatro Antoine
- 1949 : Un inspecteur vous demande, de John Boynton Priestley, Teatro de los Campos Elíseos
- 1950 : La Grande Pauline et les Petits Chinois, de René Aubert, Teatro de l'Étoile
- 1951 : Les Radis creux, de Jean Meckert, Teatro de Poche Montparnasse
- 1952 : Jésus la Caille, de Francis Carco, Teatro des Célestins]], Teatro Gramont, Teatro Antoine
- 1953 : L'Île des chèvres, de Ugo Betti, Teatro des Noctambules
- 1953 : La rosa tatuada, de Tennessee Williams, Teatro Gramont
- 1953 : Anadyomène, de Georges Clément, Teatro de l'Apollo
- 1954 : Affaire vous concernant, de Jean-Pierre Conty, Théâtre de Paris
- 1955 : Poppi, de Georges Sonnier, Teatro Verlaine
- 1955 : Testigo de cargo, de Agatha Christie, Teatro Édouard VII
- 1955 : Judas, de Marcel Pagnol, Théâtre de Paris
- 1956 : L’Orgueil et la nuée, de Georges Soria, Teatro des Noctambules
- 1957 : Bettina, de Alfred Fabre-Luce, Teatro de l'Œuvre
- 1957 : Cléo de Paris, Teatro de l'Œuvre
- 1958 : L'Anniversaire, de John Whiting, Théâtre du Vieux-Colombier
- 1958 : L'Enfant du dimanche, de Pierre Brasseur, Teatro Édouard VII
- 1959 : La Cathédrale, de René Aubert, Teatro Hébertot
- 1960 : L'Enfant de la route, de Isabelle Georges Schreiber, Teatro de l'Œuvre
- 1960 : Ana d'Eboli, de Pierre Ordioni, Teatro Charles de Rochefort
- 1960 : La Logeuse, de Jacques Audiberti, Teatro de l'Œuvre
- 1961 : Amal et la lettre du roi, de Rabîndranâth Tagore, Teatro de l'Œuvre
- 1963 : L'assassin est dans la salle, de Pierre Nimus, Teatro Verlaine
- 1963 : Un mois à la campagne, de Iván Turguénev, Teatro del Capitolio de Toulouse
- 1964 : La Peau du carnassier, de Victor Haïm, Comédie de Paris
- 1966 : La rosa tatuada, de Tennessee Williams, Teatro municipal de Lausana
- 1966 : Un enemigo del pueblo, de Henrik Ibsen, Teatro de Colombes
- 1966 : Mourir en chantant, de Victor Haïm, Teatro de Colombes
- 1967 : La Dévotion à la croix, a partir de Pedro Calderón de la Barca, adaptación de Albert Camus, Grand Théâtre de Limoges
- 1967 : El avaro, de Molière, Teatro de Colombes
- 1967 : Mort d'une baleine de Jacques Jacquine, Comédie de Paris
- 1967 : L'Unique Jour de l'année, de Alan Seymour, Teatro de Colombes
- 1967 : El Cid, de Pierre Corneille, Teatro de Colombes
- 1967 : Vassa Geleznova, de Máximo Gorki, Teatro de Colombes
- 1968 : El enfermo imaginario, de Molière, Teatro de Colombes
- 1968 : L'étoile devient rouge, de Sean O'Casey, Teatro de Colombes
- 1968 : Tartufo, de Molière, Teatro de Colombes
- 1969 : La paz, de Pierre Valde y Yves Carlevaris, a partir de Aristófanes, Teatro de Colombes
- 1969 : Le Mariage de Barillon, de Georges Feydeau
- 1969 : Le Barbier de Séville, de Pierre-Augustin Caron de Beaumarchais, Teatro de Colombes
- 1969 : El médico a palos, de Molière, Teatro de Colombes
- 1970 : Britannicus, de Jean Racine, Teatro de Colombes